# Moskovij
 Ovo je glavno značenje pojma Moskovij. Za geološko razdoblje pogledajte Moskovij (geološko razdoblje).
Moskovij je kemijski element atomskog (rednog) broja 115 i atomske mase 288. U periodnom sustavu elemenata predstavlja ga simbol Mc.
Prije nego što je bio otkriven, privremeno ime bilo mu je ununpentij.

## Svojstva
Osim nuklearnih svojstava, nikakva svojstva moskovija ili njegovih spojeva nisu izmjerena; to je zbog njegove ograničene i skupe proizvodnje i činjenice da se vrlo brzo raspada. Svojstva moskovija za sada su nepoznata i mogu se samo računski predviđati.

## Povijest
Element je prvi sintetizirao tim ruskih i američkih znanstvenika 2003. godine na institutu za nuklearna istraživanja JINR u Dubni, Rusija. U prosincu 2015. Zajednička radna skupina međunarodnih znanstvenih tijela IUPAC i IUPAP prihvatila ga je kao jedan od četiri nova elementa. Službeno je nazvan moskovij po Moskovskoj oblasti u kojoj se nalazi JINR 28. studenog 2016. godine.

## Radioaktivnost
Moskovij je visokoradioaktivan element: njegov najstabilniji poznati izotop moskovij-290 ima vrijeme poluživota od samo 0,65 sekundi.